# Chad Marshall
Chad Marshall (Riverside, 22 agosto 1984) è un ex calciatore statunitense, di ruolo difensore.

## Caratteristiche tecniche
Difensore centrale di piede sinistro, roccioso e forte fisicamente, fa del colpo di testa uno dei suoi punti di forza, sia in fase difensiva che in quella offensiva, spingendosi sempre in avanti sui calci piazzati.

## Carriera
Dopo aver giocato nove anni coi Columbus Crew si trasferisce ai Seattle Sounders, con cui attualmente sta disputando la sua quinta stagione; è uno dei giocatori più vincenti della storia della Mls, avendo conquistato due Mls Cup, quattro MLS Supporters' Shield e una U.S. Open Cup.
Il 22 maggio 2019, all’età di 34 anni, si ritira a causa del protrarsi di un infortunio.

## Palmarès

### Club

#### Competizioni nazionali
- MLS Supporters' Shield: 4

Columbus Crew: 2004, 2008, 2009
Seattle Sounders: 2014
- Campionato MLS: 2

Columbus Crew: 2008
Seattle Sounders: 2016
- U.S. Open Cup: 1

Seattle Sounders: 2014

### Individuale
- Miglior Difensore della Major League Soccer: 3

2008, 2009, 2014
- MLS Best XI: 3

2008, 2009, 2018